# Liste der Nummer-eins-Hits in Italien (1987)
Diese Liste der Nummer-eins-Hits basiert auf den Charts des italienischen Musikmagazins Musica e dischi im Jahr 1987. Es gab in diesem Jahr 14 Nummer-eins-Singles und -Alben.

## Singles
| ← 1986 ← | Liste der Nummer-eins-Hits in Italien (M&D) | Liste der Nummer-eins-Hits in Italien (M&D) | Liste der Nummer-eins-Hits in Italien (M&D)                           | 1988 → |
| \| Zeitraum \| Wo. ges. \| Interpret \| Titel Autor(en) \| Zusätzliche Informationen \| \| (Zeitraum, Wochen auf Platz eins, Interpret, Titel, Autor[en], zusätzliche Informationen) \| \| \| \| \| \| ----------------------------------------------------------------------------------------- \| -------- \| --------------------- \| --------------------------------------------------------------------- \| --------------------------------------------------------------------------------------------------------------------------------------------------------------- \| \| 1.–3. Woche 3 Wochen (insgesamt 4) \| 4 \| Spandau Ballet \| Through the Barricades Gary Kemp \| – \| \| 4.–6. Woche 3 Wochen (insgesamt 6) \| 6 \| Europe \| The Final Countdown Joey Tempest \| – \| \| 7.–13. Woche 7 Wochen \| 7 \| Morandi/Ruggeri/Tozzi \| Si può dare di più Giancarlo Bigazzi, Umberto Tozzi, Raffaele Riefoli \| Nach dem Sieg beim Sanremo-Festival 1987 erreichte das Lied auf Anhieb die Spitze der Charts. \| \| 14.–15. Woche 2 Wochen \| 2 \| OFF \| Electrica Salsa Luca Anzilotti, Michael Münzing \| – \| \| 16.–18. Woche 3 Wochen \| 3 \| Nick Kamen \| Loving You Is Sweeter Than Ever Ivy Jo Hunter, Stevie Wonder \| Das Lied ist ein Cover des gleichnamigen Four-Tops-Songs. \| \| 19.–20. Woche 2 Wochen \| 2 \| Boy George \| Everything I Own David Gates \| Mit einer Coverversion des Liedes von Bread, enthalten auf Boy Georges Debütalbum, erreichte der britische Sänger erstmals die Spitze der italienischen Charts. \| \| 21.–22. Woche 2 Wochen (insgesamt 6) \| 6 \| Ferry Aid \| Let It Be Lennon/McCartney \| Der Charitysong sammelte Spenden für die Hinterbliebenen der Opfer eines Fährunglücks. \| \| 23.–24. Woche 2 Wochen \| 2 \| Whitney Houston \| I Wanna Dance with Somebody George Merrill, Shannon Rubicam \| – \| \| 25.–28. Woche 4 Wochen (insgesamt 6) \| 6 \| Ferry Aid \| Let It Be Lennon/McCartney \| – \| \| 29.–39. Woche 11 Wochen \| 11 \| Madonna \| Who’s That Girl Madonna, Patrick Leonard \| – \| \| 40.–44. Woche 5 Wochen \| 5 \| Michael Jackson \| Bad Michael Jackson \| – \| \| 45.–47. Woche 3 Wochen \| 3 \| George Michael \| Faith George Michael \| – \| \| 48. Woche 1 Woche (insgesamt 3) \| 3 \| Los Lobos \| La Bamba Ritchie Valens \| Mit ihrer Coverversion des mexikanischen Volksliedes, die den Titelsong des gleichnamigen Films von 1987 bildet, landeten Los Lobos einen Welthit. \| \| 49. Woche 1 Woche \| 1 \| Rick Astley \| Never Gonna Give You Up Stock Aitken Waterman \| Astleys erste Single von seinem Debütalbum brachte ihn sogleich an die Chartspitze. \| \| 50.–51. Woche 2 Wochen (insgesamt 5) \| 5 \| M/A/R/R/S \| Pump Up the Volume Steve Young, Martyn Young \| – \| \| 52. Woche 1987 – 1. Woche 1988 3 Wochen (insgesamt 3) \| 3 \| Los Lobos \| La Bamba Ritchie Valens \| – \| |                                             |                                             |                                                                       | |
| ← 1986 |                                             |                                             |                                                                       | → 1988 → |
| Zeitraum | Wo. ges.                                    | Interpret                                   | Titel Autor(en)                                                       | Zusätzliche Informationen |
| (Zeitraum, Wochen auf Platz eins, Interpret, Titel, Autor[en], zusätzliche Informationen) |                                             |                                             |                                                                       | |
| 1.–3. Woche 3 Wochen (insgesamt 4) | 4                                           | Spandau Ballet                              | Through the Barricades Gary Kemp                                      | – |
| 4.–6. Woche 3 Wochen (insgesamt 6) | 6                                           | Europe                                      | The Final Countdown Joey Tempest                                      | – |
| 7.–13. Woche 7 Wochen | 7                                           | Morandi/Ruggeri/Tozzi                       | Si può dare di più Giancarlo Bigazzi, Umberto Tozzi, Raffaele Riefoli | Nach dem Sieg beim Sanremo-Festival 1987 erreichte das Lied auf Anhieb die Spitze der Charts.                                                                   |
| 14.–15. Woche 2 Wochen | 2                                           | OFF                                         | Electrica Salsa Luca Anzilotti, Michael Münzing                       | – |
| 16.–18. Woche 3 Wochen | 3                                           | Nick Kamen                                  | Loving You Is Sweeter Than Ever Ivy Jo Hunter, Stevie Wonder          | Das Lied ist ein Cover des gleichnamigen Four-Tops-Songs. |
| 19.–20. Woche 2 Wochen | 2                                           | Boy George                                  | Everything I Own David Gates                                          | Mit einer Coverversion des Liedes von Bread, enthalten auf Boy Georges Debütalbum, erreichte der britische Sänger erstmals die Spitze der italienischen Charts. |
| 21.–22. Woche 2 Wochen (insgesamt 6) | 6                                           | Ferry Aid                                   | Let It Be Lennon/McCartney                                            | Der Charitysong sammelte Spenden für die Hinterbliebenen der Opfer eines Fährunglücks.                                                                          |
| 23.–24. Woche 2 Wochen | 2                                           | Whitney Houston                             | I Wanna Dance with Somebody George Merrill, Shannon Rubicam           | – |
| 25.–28. Woche 4 Wochen (insgesamt 6) | 6                                           | Ferry Aid                                   | Let It Be Lennon/McCartney                                            | – |
| 29.–39. Woche 11 Wochen | 11                                          | Madonna                                     | Who’s That Girl Madonna, Patrick Leonard                              | – |
| 40.–44. Woche 5 Wochen | 5                                           | Michael Jackson                             | Bad Michael Jackson                                                   | – |
| 45.–47. Woche 3 Wochen | 3                                           | George Michael                              | Faith George Michael                                                  | – |
| 48. Woche 1 Woche (insgesamt 3) | 3                                           | Los Lobos                                   | La Bamba Ritchie Valens                                               | Mit ihrer Coverversion des mexikanischen Volksliedes, die den Titelsong des gleichnamigen Films von 1987 bildet, landeten Los Lobos einen Welthit.              |
| 49. Woche 1 Woche | 1                                           | Rick Astley                                 | Never Gonna Give You Up Stock Aitken Waterman                         | Astleys erste Single von seinem Debütalbum brachte ihn sogleich an die Chartspitze.                                                                             |
| 50.–51. Woche 2 Wochen (insgesamt 5) | 5                                           | M/A/R/R/S                                   | Pump Up the Volume Steve Young, Martyn Young                          | – |
| 52. Woche 1987 – 1. Woche 1988 3 Wochen (insgesamt 3) | 3                                           | Los Lobos                                   | La Bamba Ritchie Valens                                               | – |

## Alben
| ← 1986 ← | Liste der Nummer-eins-Alben in Italien (M&D) | Liste der Nummer-eins-Alben in Italien (M&D) | Liste der Nummer-eins-Alben in Italien (M&D) | 1988 → |
| \| Zeitraum \| Wo. ges. \| Interpret \| Titel \| Zusätzliche Informationen \| \| (Zeitraum, Wochen auf Platz eins, Interpret, Titel, zusätzliche Informationen) \| \| \| \| \| \| ------------------------------------------------------------------------------ \| -------- \| ----------------- \| ---------------------- \| --------------------------------------------------------------------------------------------------------------------------------------------------------------------------- \| \| 47. Woche 1986 – 2. Woche 1987 8 Wochen (insgesamt 9) \| 9 \| Spandau Ballet \| Through the Barricades \| Das Album erreichte direkt Platz eins, der Titelsong stieg wenig später an die Spitze der Singlecharts. \| \| 3.–5. Woche 3 Wochen (insgesamt 20) \| 20 \| Madonna \| True Blue \| – \| \| 6. Woche 1 Woche (insgesamt 9) \| 9 \| Spandau Ballet \| Through the Barricades \| – \| \| 7. Woche 1 Woche \| 1 \| Various Artists \| Sanremo ’87 \| Eine der zwei erschienenen Kompilationen zum Sanremo-Festival 1987 stieg direkt auf Platz eins ein. \| \| 8.–11. Woche 4 Wochen \| 4 \| Whitney Houston \| Whitney Houston \| – \| \| 12.–13. Woche 2 Wochen \| 2 \| Simply Red \| Men and Women \| – \| \| 14.–22. Woche 9 Wochen \| 9 \| Vasco Rossi \| C’è chi dice no \| Nach dem Nummer-eins-Erfolg des Livealbums Va bene, va bene così 1984 gelang dem Rockmusiker erstmals Platz eins mit einem Studioalbum, dem bereits achten seiner Karriere. \| \| 23. Woche 1 Woche \| 1 \| U2 \| The Joshua Tree \| – \| \| 24.–28. Woche 5 Wochen \| 5 \| Whitney Houston \| Whitney \| – \| \| 29.–36. Woche 8 Wochen \| 8 \| Zucchero \| Blue’s \| – \| \| 37.–42. Woche 6 Wochen \| 6 \| Michael Jackson \| Bad \| – \| \| 43. Woche 1 Woche \| 1 \| Bruce Springsteen \| Tunnel of Love \| – \| \| 44.–45. Woche 2 Wochen (insgesamt 7) \| 7 \| Sting \| … Nothing Like the Sun \| – \| \| 46. Woche 1 Woche (insgesamt 2) \| 2 \| Eros Ramazzotti \| In certi momenti \| – \| \| 47.–49. Woche 3 Wochen (insgesamt 7) \| 7 \| Sting \| … Nothing Like the Sun \| – \| \| 50. Woche 1 Woche \| 1 \| Madonna \| You Can Dance \| – \| \| 51.–52. Woche 2 Wochen (insgesamt 7) \| 7 \| Sting \| … Nothing Like the Sun \| – \| |                                              |                                              |                                              | |
| ← 1986 |                                              |                                              |                                              | → 1988 → |
| Zeitraum | Wo. ges.                                     | Interpret                                    | Titel                                        | Zusätzliche Informationen |
| (Zeitraum, Wochen auf Platz eins, Interpret, Titel, zusätzliche Informationen) |                                              |                                              |                                              | |
| 47. Woche 1986 – 2. Woche 1987 8 Wochen (insgesamt 9) | 9                                            | Spandau Ballet                               | Through the Barricades                       | Das Album erreichte direkt Platz eins, der Titelsong stieg wenig später an die Spitze der Singlecharts.                                                                     |
| 3.–5. Woche 3 Wochen (insgesamt 20) | 20                                           | Madonna                                      | True Blue                                    | – |
| 6. Woche 1 Woche (insgesamt 9) | 9                                            | Spandau Ballet                               | Through the Barricades                       | – |
| 7. Woche 1 Woche | 1                                            | Various Artists                              | Sanremo ’87                                  | Eine der zwei erschienenen Kompilationen zum Sanremo-Festival 1987 stieg direkt auf Platz eins ein.                                                                         |
| 8.–11. Woche 4 Wochen | 4                                            | Whitney Houston                              | Whitney Houston                              | – |
| 12.–13. Woche 2 Wochen | 2                                            | Simply Red                                   | Men and Women                                | – |
| 14.–22. Woche 9 Wochen | 9                                            | Vasco Rossi                                  | C’è chi dice no                              | Nach dem Nummer-eins-Erfolg des Livealbums Va bene, va bene così 1984 gelang dem Rockmusiker erstmals Platz eins mit einem Studioalbum, dem bereits achten seiner Karriere. |
| 23. Woche 1 Woche | 1                                            | U2                                           | The Joshua Tree                              | – |
| 24.–28. Woche 5 Wochen | 5                                            | Whitney Houston                              | Whitney                                      | – |
| 29.–36. Woche 8 Wochen | 8                                            | Zucchero                                     | Blue’s                                       | – |
| 37.–42. Woche 6 Wochen | 6                                            | Michael Jackson                              | Bad                                          | – |
| 43. Woche 1 Woche | 1                                            | Bruce Springsteen                            | Tunnel of Love                               | – |
| 44.–45. Woche 2 Wochen (insgesamt 7) | 7                                            | Sting                                        | … Nothing Like the Sun                       | – |
| 46. Woche 1 Woche (insgesamt 2) | 2                                            | Eros Ramazzotti                              | In certi momenti                             | – |
| 47.–49. Woche 3 Wochen (insgesamt 7) | 7                                            | Sting                                        | … Nothing Like the Sun                       | – |
| 50. Woche 1 Woche | 1                                            | Madonna                                      | You Can Dance                                | – |
| 51.–52. Woche 2 Wochen (insgesamt 7) | 7                                            | Sting                                        | … Nothing Like the Sun                       | – |